# Depresión de Abrud
La depresión de Abrud (en rumano: Depresiunea Abrud) es una depresión de erosión intramontana, ubicada en los Montes Apuseni, entre las montañas de Trascău (este y sur) y las montañas de Bihor (oeste), custodiada por los dos picos del Detunata (sureste), a 600-800 m de altitud, con un área de 36 km². Tiene un relieve accidentado, formado por largas cumbres boscosas, que descienden hasta la parte central de la depresión. 